# 可児徳
可児 徳（可兒 德、かに いさお、1874年（明治7年）11月7日 - 1966年（昭和41年）9月8日）は、日本の体育指導者・教育者。東京高等師範学校（現・筑波大学）の教師として校長の嘉納治五郎とともにスポーツの普及に尽力した。また、坪井玄道とともにドッジボールを日本に初めて伝えた人物である。

## 経歴

### 生誕から体育教師へ（1874-1899）
1874年（明治7年）11月7日、岐阜県恵那郡上地村（現・中津川市苗木）で生まれる。父・可児真対（かに まつい）は、苗木藩士で右筆などを務めた人物で、徳は真対の次男であった。苗木藩の士族一覧には「徳三郎」の名で徳の名が記されている。可児の幼少期は不明点が多く、故郷にある中津川市苗木遠山史料館が調査を続けているが、後に飛騨高山（現・高山市）へ引っ越したようであり、1893年（明治26年）に岐阜県斐太尋常中学校（現・岐阜県立斐太高等学校）を卒業している。
斐太中卒業後は小学校教員を3年間務めた。そこで先輩教師に才能を認められ、体操教師となることを勧められた。そして体育指導者を志して1896年（明治29年）10月に上京し、同年11月20日に日本体育会体操練習所（現・日本体育大学）に撰科生として入学した。撰科は随時入学が可能で、小学校教員や車夫などすでに職業を持っているものが多く、個々人の興味関心に応じて自由に科目を選択することができるというコースであった。可児は術科2時間、学科1時間を毎日午後3時ないし午後4時から履修していたことから、可児も東京で何らかの仕事をしながら体操練習所に通っていた可能性がある。体操練習所では坪井玄道や依田直伊から普通体操の指導を受けた。1897年（明治30年）7月8日に文部省教員検定試験（文検）を受検して中等教育の教員免許を兵式体操と普通体操の2科目取得し、同練習所を7月15日に卒業、同年10月から群馬県尋常中学校（現・群馬県立前橋高等学校）の助教諭に着任する。翌1898年（明治31年）6月には生理科の免許も取得し、同年10月に沖縄県師範学校へ転任した。沖縄師範では半年勤めただけで、1899年（明治32年）4月、高等師範学校（後の東京高等師範学校、現・筑波大学）助教授に就任する。

### 高師の教員（1899-1923）

#### 留学まで（1899-1915）
1899年（明治32年）4月に高等師範学校（高師）の助教授に就任した可児は、自身よりも年上の教師陣に囲まれ恐縮しながらも、坪井玄道に付き従って体育指導のため日本中を行脚し始めた。可児は先進地であるドイツの体育から学ぶ必要があると考え、着任翌日に東京外国語学校（新外語 / 現・東京外国語大学）別科に入学した。将来的なドイツ留学を意識したものでもあった。こうして昼間は助教授として学生を指導し、夜間は学生となってドイツ語を学ぶという生活を2年続け、1901年（明治34年）7月に東京外国語学校を卒業した。そこで得たドイツ語の知識は1910年（明治43年）に刊行されたカール・オイレルのDie Geschichte des Turnunterrichtsの翻訳（坪井玄道との共抄訳）に生かされた。また、坪井の影響を受けた高橋忠次郎により日本遊戯調査会が設立されると、可児は1901年7月の設立時から調査会の賛成員として加入して遊戯の流布に努めている。
この頃の日本の体育界は、従来の普通体操・兵式体操とは異なるスウェーデン体操が川瀬元九郎や井口阿くりによって伝えられ、ヨーロッパ各国の遊戯（スポーツ）を坪井が紹介したことで、体操指導の在り方に混乱が生じていた。そこで文部省は1904年（明治37年）10月に「体操及遊戯取調委員」を委嘱し、学校体育の調査研究を命じた。この時、可児も委員として委嘱されたが、留学経験のある川瀬・井口・坪井が委員会の主導権を握っていた。体操及遊戯取調委員によって構成された調査委員会は『普通教育に於ける体操遊戯取調報告』を1905年（明治38年）11月30日に発表するが、その内容はスウェーデン体操を概ね採用するものの、軽体操も条件付きで容認するという玉虫色の決着であり、体操の統一という目的には程遠いものであった。続いて取調報告の解説編として『体育之理論及実際』が1906年（明治39年）7月に公刊されたが、同書は「解説の責任は執筆者個人にあり、委員会とは無関係」との旨を記しており、委員会の中で普通体操・遊戯（スポーツ）派（坪井・可児・高島平三郎）とスウェーデン体操派（井口・川瀬）の対立があったことを物語っている。この対立は後に東京高師での派閥争いに直結するのであった。
また学校体育を巡っては文部省と陸軍省の間で体操に関する考え方の相違があり、その調整を図るべく1907年（明治40年）1月に両省合同の「普通体操及兵式体操調査委員会」の設置がなされることとなった。同年6月に文部省側からは大島義修、三島通良、坪井玄道が、陸軍省側からは林太郎、相良広一、篠尾明済がそれぞれ委員として参加して第1回調査会が開かれた。しかし第1回調査会では両省の非難に終始したことで議論は進展せず、速やかに両省の委員は交代されることとなった。1908年（明治41年）2月28日に可児が後任の委員に選ばれた。しかし文部省と陸軍省の間の意見はここでもまとまらず、1909年（明治42年）9月に委員会は第2次共同調査会として仕切り直しとなり、欧米留学から日本へ帰国した永井道明が中心となって文部省案のとりまとめにかかった。仕切り直しの際に可児は委員から外れている。なお帰国した永井は東京高師の教授に着任したため、すでに10年も東京高師で助教授をしている可児の上司となってしまった。しかし可児はこの時、永井が6歳年上であることもあり特に不満を抱くことはなく、むしろ東京高師の教員層が厚くなることを喜んだ。

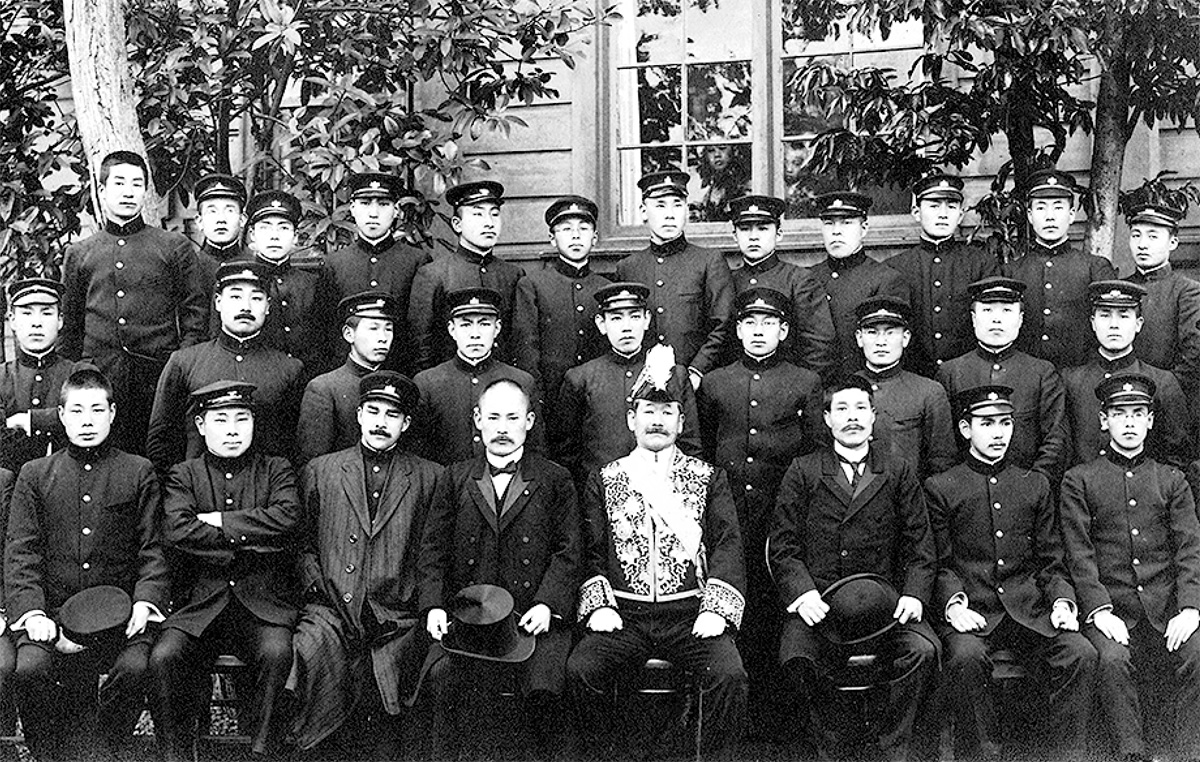
東京高師徒歩部員らの集合写真（1913年頃）
前列右から3人目が可児徳（39歳頃）。可児の左隣に嘉納治五郎、前列左から2人目に金栗四三。

1911年（明治44年）、嘉納治五郎は日本人のオリンピック参加のための母体となる組織を立ち上げるべく、学生スポーツが盛んであった東京高師、東京帝国大学（現・東京大学）、早稲田大学、慶応義塾大学の関係者を集めて会合を持ち、大日本体育協会（現・日本スポーツ協会）を設立する。集まったメンバーは嘉納のほか東京帝国大学書記官の中村恭平、早稲田大学教授の安部磯雄、慶應義塾講師の飯塚国三郎、東京高師教授の永井道明、そして可児であった。当時の可児はオリンピックが何であるか全く知らず、菓子の名前かと思ったと述懐している。1911年（明治44年）11月に羽田運動場で開かれたストックホルムオリンピックの予選会では、マラソン競技を自転車で先導、その時足袋で走っていた金栗四三の姿は今でも目に浮かぶと、90歳目前で迎えた1964年（昭和39年）の東京オリンピックの直前に語っている。可児は金栗がオリンピック日本代表に選ばれた際に「此挙は我邦が世界の運動場裡に仲間入りをした、第一歩であるとして、大いに喜んでよい。のみならず、其成績如何は暫くおき、此挙が、我邦今後の体育に、大なる影響を与うるものであることを特に喜ぶのである。」と祝辞を送った。

#### 留学以降（1915-1923）
1915年（大正4年）、長年の夢であった留学の許可が下りるが、第一次世界大戦の真っただ中という時勢のため、留学先はドイツではなくアメリカとなった。3月に日本を出発し、5月から10月までシカゴ大学でエイモス・アロンゾ・スタッグに師事して競技スポーツを学んだ。11月からはマサチューセッツ州・スプリングフィールドのYMCAカレッジ（現・スプリングフィールド大学）に移って体育一般の研究を行い、翌1916年（大正5年）7月から9月までアメリカ各地の体育の状況の視察に出かけ、10月にスプリングフィールドに戻り研究を続けた。留学中のある日、可児はボストンで散歩中に見慣れない球技をする老人の集団を見かけた。可児は老人らに競技法を教わり、帰国後に学生に広めた。これがバレーボールである。一部の教師はバレーボールをする学生や指導する可児に非難の目を向けたが、学生らは教師に叱られながらもバレーに熱中した。
アメリカ留学の許可期間は2年間であったが、可児は1917年（大正6年）10月30日までの延長を申請し、スウェーデンに渡航する許可も与えられた。ところがその後も第一次世界大戦の戦況は激しさを増すばかりで、「危険につき渡欧の議見合わせよ」との電報が日本から届き、やむなく1917年（大正6年）11月26日に日本へ帰国した。ヨーロッパ留学の夢を絶たれた可児であったが、折しも日本ではストックホルムオリンピックや極東選手権競技大会といった国際大会への日本人の出場を通してスポーツへの関心が高まっており、良き指導者が求められる時勢となっており、アメリカで競技スポーツを学んだ可児はまさにうってつけの人材であった。また留学経験は、留学前から競技と遊戯（スポーツ）に教育効果があると考えていた可児の自信を高めることとなり、可児の体育観は大正自由教育運動に沿ったものとなった。そこで東京高等師範学校附属小学校（現・筑波大学附属小学校）では、当時としては画期的であった、男女混合で行うカドリールやコチロンなどのダンスを教え、運動会で実施した。しかし、学校体育界は1913年（大正2年）に永井道明がとりまとめ、スウェーデン体操を重視する「学校体操教授要目」に従うことが求められており、可児が活躍する場はなかった。逆に言えば、可児が活躍すると永井のとりまとめた「学校体操教授要目」の欠点を突くことになり、永井にとって不都合であった。
こうして普通体操・遊戯（スポーツ）派の可児・嘉納治五郎とスウェーデン体操派の永井の対立が発生し、1914年（大正3年）に永井が鳥取師範学校（現・鳥取大学）から東京高師出身者ではない三橋喜久雄を東京高師の助教授に引き入れると、可児を筆頭に普通体操・遊戯（スポーツ）派は猛反発した。可児の永井への反発は当時の新聞記事にも掲載されている。1919年（大正8年）5月18日付の読売新聞では、前日に開かれた大日本衛生協会の総会で、可児がスウェーデン体操は精神訓練や運動機能促進の点で欠けたところが多く、教師の号令に従って動くので個性を発揮する場がないと批判し、これを克服するために遊戯や競技を奨励する、と持論を展開したことが報じられている。続いて1920年（大正9年）6月20日付の読売新聞の記事には、永井の欧米体育視察費が可児の反対で東京高師から支給されず、永井は東京高師を休職して私費で視察に出ることになった、という記述がある。これに対し、可児が受け持つ「競技科」の授業を文科・理科の学生は全員でボイコットし、体育科の学生42人は授業を自習とする案を校長の三宅米吉に提案、2か月間の自習が認められたという。ただし、同件を報じた東京朝日新聞は、三宅校長が「問題は一部分の生徒の事で、大したことでもあるまい」と述べたと記している。
留学経験を十分に発揮する場を得られないまま助教授を続けていた可児は、1918年（大正7年）4月にようやく教授に昇任した。この頃、可児は東京高師徒歩部（現・筑波大学陸上競技部）の監督をしており、第1回箱根駅伝で東京高師を優勝に導いている。箱根駅伝で筑波大およびその前身校が優勝したのはこの1回のみであり、『新春スポーツスペシャル箱根駅伝』放映開始以降は出場すらできない状態が長く続いた。1921年（大正10年）9月、可児は高師の教授職を辞し、講師として教鞭をとることになった。可児の教授ポストには、教え子である大谷武一が着任した。結局、三橋は東京高師の派閥争いの犠牲になる形で離職を余儀なくされ、三橋の退職問題もあり永井も東京高師を去った。派閥争いに勝利した側の普通体操・遊戯（スポーツ）派も、1920年（大正9年）1月に嘉納が依願退職している。こうして永井・三橋・嘉納・可児が去った後の東京高師の体育系教師陣は、大谷武一、二宮文右衛門、宮下丑太郎、佐々木等、野口源三郎ら体育を専攻した東京高師出身者のみで占められることになった。後年、可児は当時を振り返って、普通体操・遊戯（スポーツ）派が勝ったことについて、「やはり正義は必ず勝ちますね」と語っている。
一方で講師に下りた1921年（大正10年）9月には、中京高等女学校（中京高女、現・至学館高等学校・至学館大学）で初めての体育・スポーツの専門教員として着任し、同校は「家事体操専攻科」を設置した。中京高女は可児を起点として体操教員を増やしていき、卒業生の多くは体操教師として巣立って行った。

### 女学校校長と晩年（1923-1966）
1923年（大正12年）4月、私立国華高等女学校の校長に就任し、東京高師の講師を辞した。その一方で、母校の日本体育会体操練習所副校長や日本体育会の会長事務取扱の職を兼任した。中京高女での勤務は1940年（昭和15年）まで続けたようである。1943年（昭和18年）11月22日の日本体育会創設50周年記念式では閑院宮載仁親王に可児1人で拝謁し、長年の体育界への貢献を讃えられた。
戦後の学制改革で国華高等女学校は荒川高等学校→国華女子学院高等学校と改称しながらも、校長に加えて学校法人国華学園理事長を兼務していた。1950年（昭和25年）5月3日に長年の体育への貢献が認められ藍綬褒章を受章、記念に乃木希典の漢詩を毛筆で書いた。同年11月7日、藍綬褒章受章の功績を讃えて可児の胸像が制作され、校長を務めた荒川高校で除幕式が行われた。この頃には体育界の長老として、可児の名を知らない人は少なかったが、名前を「かに いさお」と正確に読める人はあまりいなかった。
1961年（昭和36年）には東京オリンピックを前に雑誌『新体育』で所感を述べている。その中で可児は日本のオリンピック初参加の頃の思い出を語るとともに、東京オリンピックの準備が遅れていることを憂慮し、宿泊施設や選手村、交通問題などは日本や日本人の国際的地位を左右する問題であると述べ、「五十年前には、誰一人予想だに出来なかったオリンピック大会の東京における成功を祈る。」という言葉で結んでいる。そして1964年（昭和39年）10月10日、東京オリンピックの開会式に日本体育協会創立時の委員で唯一存命中であった可児が特別招待された。この時可児は「嘉納先生がいたらなあ…」と読売新聞の取材中につぶやき、あの世に行ったら嘉納に報告すると語った。東京オリンピックを見届けた後、国華学園を男女共学化した上で練馬区内への移転を計画していたが、新校舎が未完成であるにもかかわらず旧校舎では収容しきれない数の生徒を募集しているとして東京都議会で追及され体調が悪化。病気療養の中、1966年（昭和41年）9月8日午前11時25分に、足立区北鹿浜町の老人センターで脳内出血のため死去した。9月12日に学校法人国華学園で学校葬が営まれた。自宅は練馬区下石神井にあった。

## 人物
可児は己の道をコツコツと掘り下げていくタイプであり、自らが正しいと信じた道を歩み続けた。人付き合いがあまりうまい方ではなかったのが災いし、他者から誤解されやすい人間であった。こうした性格は、自由闊達に振る舞った上司の永井道明と折り合いの悪いものであり、東京高師の教授職を下りるという決断に至った。潔く教授職を辞めたところに可児の出自である武士の一面を見て取ることができる。教育者として「胸を張れ、下を見るな、理想を高く持って堂々と歩け」と日頃教え子にかけていた言葉は、ある意味自分自身に言い聞かせる言葉でもあった。戦後の日本の教育がアメリカ式に変わったことには遺憾の意を示し、修身教育が何らかの形で為されなければならない、と熱く語った。
可児は生まれつき良い体質に恵まれ、常に健康を心掛けていた。76歳になった1950年（昭和25年）の時点でも眼鏡をかけずに新聞が読め、校長として大きな声で朝礼を行い、89歳の東京オリンピック時点で身長159 cm、体重56 kg、目・耳・歯いずれも健康だった。若い頃から節制に努め、喫煙していたこともあったがある時思い立ってすっぱりとやめたという。
苗木遠山史料館の調査員は、可児の事績を調査する過程で可児の孫と面会している。史料館員が接触した可児の孫は、可児とあまり親密ではなかったが、孫が語った可児の人物像は非常に厳しい人物だったという。大河ドラマ『いだてん〜東京オリムピック噺〜』に登場する可児はコミカルな人物として描写されているが、実際の可児は武士の家柄らしくまじめで厳格な人物であったようである。

### 親族
可児家は視力のいい人が多く、可児自身晩年まで眼鏡を必要とせず、妹は白昼でも星を見ることができたと伝えられる。兄の真男は可児徳と同じ斐太中を卒業したことが卒業生名簿から分かっているが、その後どのような生涯を歩んだか不明である。父の真対は苗木藩士で、市岡家から可児家へ養子に来ており、可児徳は市岡家へ養子に行ったようである。可児は中津川市苗木出身であるが、子孫や親戚は全員転出しており、苗木に現住者はいない。生家は玉蔵大橋のたもと、木曽川右岸の苗木城を望む位置にあったと伝わり、苗木地区には可児家の墓が残っている。
長男と次男は可児が理事長を務める国華学園に勤務し、長男は社会科教師、次男は事務職員をしていた。長女は東京音楽学校（現・東京藝術大学音楽学部）を卒業して同校の音楽教師に、次女は絵画や習字の教師になる、といったように教育者一家となった。可児の妻は小野アンナに師事してバイオリンを習得しており、2人の娘も東京音楽学校でバイオリンを専攻した。

### 可児と岐阜
可児が岐阜県に住んでいたのは斐太中を卒業するまでであるが、岐阜県との縁は晩年まで続いた。1919年（大正8年）には『岐阜県教育』という冊子にアメリカ留学経験を2号連続で寄稿している。加子母村（現・中津川市）出身の内木玉枝が創立した中京裁縫女学校の後身である中京高女（現・至学館高等学校・至学館大学）に「家事体操専攻科」を設置する際には可児が初代体育教員に着任し、後に同校は女子レスリングのオリンピック選手を多数輩出することになる。また可児が校長に就任した国華高等女学校は、内木玉枝の兄・内木保が創立した学校である。可児が中京高女の体育教師であったことは、至学館大学の越智久美子が発見し、可児の故郷にある苗木遠山史料館へ照会したことから、同館では可児の調査に乗り出した。
1950年（昭和25年）の藍綬褒章受章記念の乃木希典の漢詩を書いた自筆の書に、「霞城徳」という雅号を添えている。霞城とは、故郷にある苗木城が「霞ヶ城」の別名を持っていたことにちなむものと考えられ、可児が故郷への思いを抱き続けていたことが窺える。この書は可児の姉の嫁ぎ先の石川県金沢市の親族から故郷の中津川市苗木遠山史料館へ寄贈され、2019年（平成31年/令和元年）の大河ドラマ『いだてん』に可児が登場するのに合わせて同館で公開された。可児の孫によれば、可児は何本も太い筆を持っていたという。
中津川市では可児の功績は元より、名前さえ忘れ去られていたが、『いだてん』を機に可児の功績を伝えようとする動きが広がり、3月には市観光課が可児を紹介するチラシを作成し、同年6月には市と市教育委員会の主催で「可児徳杯小学生ドッジボール大会」が開催された。『いだてん』で可児を演じた古舘寛治は、市の依頼を受け「可児徳杯」の大会タイトルを揮毫し、参加者へ応援のメッセージ動画を送っている（動画は、開会式で流された）。

## 理論と業績

### 可児の体育理論
可児徳は永井道明と対極の位置にいたが、体育によって国家の伸長を図る人物の陶冶を目指すという根本を同じくしており、その方法論をめぐっての対立であった。すなわち、スウェーデン体操を説く永井に対して、可児は競技と遊戯（スポーツ）を説いたのである。可児の理論は経済教育論を反映したものであり、大正自由教育運動の流れにも沿ったものであった。
可児は競技と遊戯の大衆化が国民の体力を増強し、富国強兵につながると考え、これが実現しなかった場合、国家滅亡の危機となると説いている。またそのために国費や府県費で運動場を整備すべしと訴え、さらに、児童の遊戯にみだりに干渉しない、1つの競技を継続させすぎると教育効果が減じる、学校の中心となる競技「校技」と学級の中心となる「級技」を定め学校・学級の文化としてのスポーツを創造すべしと説いた。その上で永井が取りまとめた「学校体操教授要目」の画一主義的・形式主義的な性格を批判し、競技と遊戯によってその不足を補わなければならないし、競技と遊戯を取り入れることが時代の要求であると主張した。可児は永井の体育を「上等兵が新兵を扱うよう」だと評し、永井が重視した肋木によって奇形児が出たと主張している。
可児の体育理論を端的に言えば、スポーツをすることで身体のみならず精神にも効果があるということである。この理論自体は可児固有のものではないが、可児は特に生徒の個性の発達を前提として、自治性・自発性を促進させる心的作用を強調した。そのことは以下の言葉にも表れている。
可児はこのほか、障碍者の体育に関する論文も執筆している。

### ドッジボールの紹介
体操練習所時代から師事し、また高等師範学校において教職を共にした坪井玄道とは密接に関わり、1903年から1911年（明治44年）にかけて発刊された両者による共著は11冊を数える。これらの多くは小学校児童の為の体操法や、女子の為の遊戯法を著していた。可児は坪井とともにドッジボールを日本に紹介した人物であるとされる。通説では、1909年（明治42年）に可児と坪井が「円形デッドボール」の名で伝えたとされているが、これは誤りで、実際には同年刊行の『小學校運動遊戯』（坪井・可児の共編）に「ドッヂボール」として掲載されている。同書では以下のような4種類のドッヂボールのルールを紹介している。
- 共通事項：競技人数は20 - 60人、使用するボールは大ゴム球（バスケットボールまたはフットボール）、対象は小学5年生以上[83]
- ルール1[84]

1. 参加者を甲乙2組に分け、甲組は円形に整列し、乙組は円内の任意の位置に付く。
2. 甲組は円内の敵にボールを投げ、当てようとし、乙組は当てられないように走ったりボールを避けたりする。
3. 甲組は交互にボールを投げ、円外にボールが出た場合は拾いに行って味方にパスする。
4. 乙組はボールに触れてはならない。触れた場合はアウトになり、円外に出て甲組に加わる。
5. 甲組は円内にボールを拾いに行くことはできるが、円内から投げたボールが敵に当たってもアウトにはならない。
6. 乙組の全員が当てられるまで続け、最後に当てられた人を乙組の勝者とする。
7. 攻守交代し、甲組の全員が当てられるまで続け、甲組の勝者を決定する。
8. 甲乙の両勝者のみを円内に入れ、他の参加者全員でボールを投げて当てようとし、当てられなかった方を総合優勝とする。

- ルール2[85]

1. 基本的にはルール1に準じるが、当てられた人は甲組に加わらず、乙組全員を当てるまでの時間を計測する。
2. 攻守交代し、甲組全員を当てるまでの時間を計測する。
3. 全員を当てるのにかかった時間の短い方の組を勝利とする。

- ルール3[86]

1. ルール2で3 - 5回戦行い、合計時間の短い方の組を勝利とする。

- ルール4[87]

1. 2つの円を用意し、甲組・乙組それぞれが円形に整列する。
2. 甲組・乙組それぞれ5 - 7人を敵の組の円内に送る。
3. 甲組・乙組が同時にボールを投げ始め、先に円内の敵を全員当てた方の組を勝利とする。

以上のように初期のドッジボールは防御側がボールを拾うことは禁じられており、これが認められるようになるのは1924年（大正13年）以降である。可児と坪井はドッジボールを日本に伝えた功労者であるが、その後のドッジボールの発展に寄与したという記録は残っておらず、普及発展に貢献するのは永井道明であった。

### 陸上競技
可児は東京高師徒歩部（現・筑波大学陸上競技部）の部長や監督を務め、部長時代には金栗四三を指導し、監督時代には箱根駅伝で高師を優勝に導いた。また体育科の教員として「競技」や「体操・競技」の授業で陸上競技の内容を教えたと見られ、『理論実際競技と遊戯』（1919年）、『遊戯競技の実際』（1921年）といった著書で陸上競技に言及している。
例えば『理論実際競技と遊戯』（石橋蔵五郎・寺岡英吉との共著）では、ランニング、リレー、円盤投（同書では「圓盤抛」）、ハンマー投（同書では「鐵槌抛」）、砲丸投、やり投、立高跳、立幅跳、走高跳、走幅跳、棒高跳に言及しているが、立高跳、立幅跳、走高跳、走幅跳、棒高跳については体操で行われているものと同じだとして、砲丸投も鐵槌抛と同じだとして説明を省いている。ランニングについては、服装は袖なしシャツ・短袴にスパイク付の靴を着用し、スタート法は立姿（スタンディングスタート）と跪坐姿（クラウチングスタート）の2種類あり、短中距離走にはクラウチングが一般的と記している。当時はまだスターティングブロックが存在しなかったため、クラウチングスタートの場合、左右の足の位置に穴を穿つと書いている。
また大会役員としてストックホルムオリンピックの予選会ではマラソンを自転車で先導し、1922年（大正11年）には嘉納とともに明治神宮外苑競技場の建設に協力するなど施設整備にも貢献した。

### 女性の体育・スポーツ奨励
可児は女性のスポーツの普及にも尽力している。1922年（大正11年）5月27日に東京女子高等師範学校（現・お茶の水女子大学）の第1回女子連合競技会（女子青年会主催）で可児が審判長を務め、同年に設置された中京高女の家事体操専攻科の設立に当たって最初の体操科教員となった。
同年12月4日と12月5日には「運動をせぬから日本婦人の体格が悪い」と題して読売新聞で訴えた。12月4日の記事では、日本人と西洋人の体格を比較すると男性より女性の方が著しく劣り、姿勢も悪く、すべての運動・動作が軽快さを欠いているとした。その理由は活発な運動を女性がしないからであり、学生時代は運動をしてもその後はしないし、学校で教える運動が社会や家庭でできるものでないと指摘した。続いて12月5日には興味をもってできる運動が良いとして、スキー・スケート・テニス・バレーボール・ランニング・水泳を例に挙げている。また冬でも泳げる水泳場や四季を通じて利用可能な運動場の整備、学校の運動場を時間を限って一般開放するとよいと提言を行った。国華高等女学校長への就任についても「生意気なようだが、スポーツ教育を振興しよう」と考えたと述べている。
1925年（大正14年）には第2回明治神宮競技大会にて女子中等教育学校の生徒4,900人を率いたマスゲーム「明治天皇頌歌ダンス」の指導を行った。この時、永井道明も小学6年生男子児童6,400人を率いてマスゲームを行い、マイクなしの地声で号令したが、可児が率いた女子生徒は池田某の号令でマスゲームを披露した。可児は永井のように号令に慣れていなかったからだと推察されている。
女性の体育・スポーツに関する可児の著書には『女子運動法』（1903年、Klara Hessling Das Mädchenturnenの翻訳、坪井玄道との共訳）、『小学校女子行進運動』（1911年、坪井との共著）、『理論実際 女子体操遊戯』（1922年、高野常政との共著）がある。

## 可児徳が登場する作品
大河ドラマ『いだてん〜東京オリムピック噺〜』（2019年、NHK）
演者は古舘寛治。東京高師助教授・徒歩部の部長として登場し、作中では嘉納治五郎を支え、金栗四三を指導する人物として描写されている。可児を演じた古舘は2019年（平成31年）4月14日に中津川市を訪問し、可児の生家跡、可児家の墓地、苗木遠山史料館、苗木城跡を苗木遠山史料館調査員の案内で訪ねた後、かしも明治座でトークショーを行い、『いだてん』撮影での秘話を語った。